# Łukasz Bniński
Łukasz Bniński herbu Łodzia (ur. w 1738 w Psarskiem, zm. w 1818) – hrabia, rotmistrz kawalerii narodowej (1778), sędzia ziemski poznański (1782), starosta sokolnicki, poseł na Sejm Czteroletni, marszałek targowickiej konfederacji województw wielkopolskich (1792), konsyliarz konfederacji generalnej koronnej w konfederacji targowickiej w 1792 roku, kawaler Orderu Orła Białego i Orderu Świętego Stanisława.

## Życiorys
Łukasz Bniński z racji odziedziczonych ziem oraz dokonanych akwizycji stał się przed 1789 roku jednym z największych właścicieli na zachodniej rubieży Rzeczypospolitej. Posługiwał się tytułem pułkownika znaku husarskiego. W latach 1782–1793 piastował godność sędziego ziemskiego poznańskiego. Zajmował się głównie zarządzaniem swoimi włościami.
Był od 1788 roku posłem na Sejm Czteroletni z województwa poznańskiego. 3 maja 1791 roku był nieobecny w Warszawie. Przeszedł na stronę konfederacji targowickiej, 20 sierpnia 1792 roku w Środzie Wielkopolskiej został wybrany marszałkiem konfederacji województw wielkopolskich. W latach 1794–1797 przebywał w Petersburgu. Po powrocie popadł w konflikt z pruskimi władzami zaborczymi i przeniósł się na Wołyń
Król nadał mu  Order Świętego Stanisława w 1775 roku, a w 1791 roku Order Orła Białego (aby go zjednać do Konstytucji 3 maja). W 1798 roku władze pruskie nadały mu tytuł hrabiowski i nowy herb Bniński.

## Życie rodzinne
Był synem Rafała, kasztelana śremskiego, i Marianny z domu Kwileckiej h. Śreniawa, kasztelanki rogozińskiej. Miał trzynaścioro rodzeństwa. Byli to:
- Rozalia (ok. 1723–1796), 1° voto Morawska, 2° voto Krzyżanowska, trzecim jej mężem był Józef Moszczeński
- Anna (ok. 1727–1771), zamężna Swinarska
- Stanisław (ok. 1735–1791), łożniczy dworu królewskiego (1757), podkomorzy dworu królewskiego, szambelan dworu królewskiego (1770–1791)
- Urszula (1739–1799), 1° Lutomska, 2° Chwałkowska, trzecim jej mężem był Walenty Godzimirski
- Jakub (ok. 1740–1742)
- Marianna Małgorzata (1741–ok. 1761)
- Ignacy Rupert Bniński (1743–1804), ojciec Aleksandra Bnińskiego
- Jadwiga Teresa Joanna (1744–ok. 1761)
- Katarzyna (1747–?) zamężna Żółtowska
- Estera (1749–1774)
- Onufry Antoni (1750)
- Eleonora (1750–1826), 1° Watta-Kosicka, 2° Moszczeńska
- Justyna Teresa (1752–ok. 1761).

Łukasz Bniński był dwukrotnie żonaty, pierwszą jego żoną, poślubioną w 1772 roku w Śmiglu, była Jadwiga Józefa Nepomucena Pawłowska h. Wierzbna (1725–1807), nie mieli dzieci. W 1794 roku ożenił się z Józefą Świnarską h. Poraj, z którą miał dwóch synów: Hilarego Rafała Mikołaja (jego synem był Roman Bniński (powstaniec z 1863)) i Eustachego Waleriana Antoniego.